# Kokusai Ku-8
Il Kokusai Ku-8, indicato anche aliante da trasporto speciale Tipo 4 (四式特別輸送グライダー?) in base alle convenzioni allora vigenti e al quale venne assegnato dagli alleati il nome in codice Goose, poi Gander, fu un aliante da trasporto militare monoplano ad ala alta sviluppato dall'azienda aeronautica giapponese Nippon Kokusai Koku Kogyo KK nei primi anni quaranta.
Derivato dal bimotore da trasporto leggero Kokusai Ki-59 venne utilizzato dal Dai-Nippon Teikoku Rikugun Kōkū Hombu, la componente aerea dell'esercito imperiale giapponese, durante la seconda guerra mondiale.

## Tecnica
Il Ku-8 era un aliante da trasporto militare realizzato in tecnica mista, caratterizzato dalla configurazione ad ala alta e carrello fisso.
La fusoliera, di sezione rettangolare, era realizzata con struttura in tubi d'acciaio saldati ricoperta in tela. Presentava la cabina di pilotaggio posizionata sulla parte anteriore, dotata di ampia finestratura, con due posti affiancati per pilota e copilota, ed una sezione posteriore destinata al carico. Sui lati erano presenti una serie di quattro finestrini per parte e, su quello sinistro, una porta d'accesso. Nella versione avviata alla produzione in serie, la Ku-8 II, la struttura anteriore poteva essere aperta grazie ad una cerniera posizionata sulla parte destra e che consentiva di effettuare le operazioni di carico e scarico. Posteriormente terminava in un impennaggio classico monoderiva realizzato in legno, con piani orizzontali controventati, con le superfici di controllo ricoperte in tela.
L'ala, realizzata in legno, era posizionata alta e controventata tramite una struttura tubolare obliqua che la collegava alla parte inferiore della fusoliera.
Il carrello d'atterraggio era semplice, fisso, costituito anteriormente da una struttura ammortizzata su ruote integrata da un ruotino d'appoggio posizionato sotto la coda.

## Impiego operativo
Il Ku-8 II, unico modello prodotto in serie, venne utilizzato essenzialmente per il trasporto di rifornimenti nelle Filippine durante l'ultima fase dell'occupazione militare giapponese, abbinato al bombardiere Mitsubishi Ki-21 nel ruolo di aereo da traino. Non essendo equipaggiato con alcun armamento di difesa il suo impiego operativo era possibile solo in aree libere da possibili incursioni della caccia nemica.

## Versioni
Ku-8
prototipo, essenzialmente la versione priva di motori del Ki-59,
Ku-8 II
versione di produzione in serie, caratterizzata dalla parte anteriore apribile incernierata sul lato destro.
Ku-8 III
sviluppo del Ku-8 II con cellula irrobustita, con maggiore capacità di carico e velocità massima ammessa al traino portata a 330 km/h, rimasta allo stadio progettuale.

## Utilizzatori
Giappone
- Dai-Nippon Teikoku Rikugun Kōkū Hombu

### Pubblicazioni
- Tullio Marcon, Le denominazioni dei velivoli giapponesi, in Storia Militare, VIII, n. 81, Parma, Albertelli Edizioni Speciali srl, giugno 2000.